# Championnat du monde junior de hockey sur glace 2005
Navigation
Édition précédente Édition suivante
Le Championnat junior de hockey sur glace 2005 est une compétition internationale de hockey sur glace du championnat du monde junior de hockey sur glace. Il a eu lieu du 25 décembre 2004 au 4 janvier 2005, au Ralph Engelstad Arena à Grand Forks au Dakota du Nord et Ralph Engelstad Arena à Thief River Falls au Minnesota aux États-Unis.

## Division supérieure

### Groupe A
| Clt   | Équipe      | PJ | V | D | BP | BC | Pts |
| ----- | ----------- | -- | - | - | -- | -- | --- |
| +001, | Russie      | 4  | 3 | 1 | 21 | 9  | 6   |
| +002, | Tchéquie    | 4  | 3 | 1 | 16 | 9  | 6   |
| +003, | États-Unis  | 4  | 2 | 2 | 15 | 16 | 4   |
| +004, | Suisse      | 4  | 1 | 3 | 12 | 17 | 2   |
| +005, | Biélorussie | 4  | 1 | 3 | 9  | 22 | 2   |

- qualifié directement pour les demi-finale
- qualifié pour les quarts de finale
- en italique, joue le tour de relégation

| 25 décembre 2004 | Biélorussie | 2-7 (0-1, 1-2, 1-4) | Tchéquie | Ralph Engelstad Arena 543 spectateurs |

| Feuille de match      | Feuille de match                                                                         | Feuille de match                    | Feuille de match | Feuille de match                                       |
| --------------------- | ---------------------------------------------------------------------------------------- | ----------------------------------- | --- | ------------------------------------------------------ |
|                       | - Ouharaw (Volkaw) — 30 min 14 s (SN) - Asmalouski (A. Kastsitsyne) — 54 min 44 s (IN) - | 0-1 0-2 1-2 1-3 1-4 1-5 1-6 2-6 2-7 | Frolík (Polák) — 14 min 53 s (SN) Vrána (Olesz, 27) — 20 min - Kvapil (Vrána) — 33 min 13 s (SN) Olesz (Bolf ) — 45 min 31 s (IN) Petružálek (Gulasi , Krejčí) — 47 min 1 s (IN) Olesz — 49 min 15 s - Vrána (Kvapil) — 59 min 18 s (SN) | Arbitrage : Thomas Schurr Kevin Redding et Joseph Ross |
| Stepan Goryachevskikh | Gardiens                                                                                 | Marek Schwarz                       | | Arbitrage : Thomas Schurr Kevin Redding et Joseph Ross |
| 16 min                | Pénalités                                                                                | 12 min                              | | Arbitrage : Thomas Schurr Kevin Redding et Joseph Ross |
| 17                    | Tirs                                                                                     | 36                                  | | Arbitrage : Thomas Schurr Kevin Redding et Joseph Ross |

| 25 décembre 2004 | États-Unis | 5-4 (3-3, 2-1, 0-0) | Russie | Ralph Engelstad Arena 9 274 spectateurs |

| Feuille de match | Feuille de match | Feuille de match                    | Feuille de match | Feuille de match |
| ---------------- | --- | ----------------------------------- | --- | ---------------- |
|                  | Stafford (Hunwick, O'Sullivan) — 4 min 22 s Bourque (Stafford) — 5 min 45 s (SN) - Fritsche (Suter) — 18 min 19 s - Schremp (Likens, Suter) — 23 min 15 s (SN) - Fritsche (Porter) — 28 min 40 s | 1-0 2-0 2-1 2-2 3-2 3-3 4-3 4-4 5-4 | - Rylov (Malkine, Chirokov) — 7 min 25 s Chirokov — 18 min 1 s (TP) - Ovetchkine (Vorobiov) — 18 min 41 s - Pestounov (Ovetchkine) — 27 min 17 s - |                  |
| Alvaro Montoya   | Gardiens | Anton Khoudobine                    | |                  |
| 8 min            | Pénalités | 10 min                              | |                  |
| 32               | Tirs | 34                                  | |                  |

| 26 décembre 2004 | Suisse | 5-0 (1-0, 3-0, 1-0) | Biélorussie | Ralph Engelstad Arena 8 510 spectateurs |

| Feuille de match | Feuille de match | Feuille de match      | Feuille de match | Feuille de match |
| ---------------- | --- | --------------------- | ---------------- | ---------------- |
|                  | Wick (Stancescu) — 11 min 41 s Romy — 33 min 27 s (IN) Stancescu (Kparghai, Käser) — 35 min 11 s Käser (F. Schnyder, Diaz) — 39 min 37 s Romy (Benoît) — 51 min 3 s | 1-0 2-0 3-0 4-0 5-0   | - -              |                  |
| Michael Tobler   | Gardiens | Stepan Goryachevskikh |                  |                  |
| 14 min           | Pénalités | 30 min                |                  |                  |
| 37               | Tirs | 19                    |                  |                  |

| 27 décembre 2004 | Tchéquie | 1-4 (0-2, 1-1, 0-1) | Russie | Ralph Engelstad Arena 972 spectateurs |

| Feuille de match | Feuille de match                    | Feuille de match    | Feuille de match | Feuille de match |
| ---------------- | ----------------------------------- | ------------------- | --- | ---------------- |
|                  | - Hrdel (Bolf) — 29 min 36 s (SN) - | 0-1 0-2 0-3 1-3 1-4 | Radoulov (Malkine, Chirokov) — 7 min 3 s (SN) Chirokov (Malkine) — 10 min 44 s (SN) Malkine — 21 min 14 s - Lissine (Ovetchkine) — 47 min 5 s |                  |
| Marek Schwarz    | Gardiens                            | Anton Khoudobine    | |                  |
| 18 min           | Pénalités                           | 32 min              | |                  |
| 26               | Tirs                                | 31                  | |                  |

| 27 décembre 2004 | États-Unis | 6-4 (1-0, 1-0, 4-4) | Suisse | Ralph Engelstad Arena 8 133 spectateurs |

| Feuille de match | Feuille de match | Feuille de match                        | Feuille de match | Feuille de match |
| ---------------- | --- | --------------------------------------- | --- | ---------------- |
|                  | Callahan (Brown, Dowell) — 9 min 36 s Porter (Kessel, Suter) — 28 min 18 s - Stafford (Bourque, Fritsche) — 41 min 34 s (SN) Hensick — 42 min 25 s Schremp (Dowell) — 44 min 7 s - O'Sullivan (Callahan, Likens) — 47 min 6 s | 1-0 2-0 2-1 2-2 3-2 4-2 5-2 5-3 5-4 6-4 | - Benoît (Käser, Romy) — 40 min 45 s Stancescu (Wick, Ehrensperger) — 41 min 4 s - Hurlimann — 44 min 44 s Stancescu — 45 min 20 s - |                  |
| Alvaro Montoya   | Gardiens | Michael Tobler                          | |                  |
| 10 min           | Pénalités | 8 min                                   | |                  |
| 30               | Tirs | 35                                      | |                  |

| 28 décembre 2004 | Russie | 7-2 (3-0, 1-1, 3-1) | Biélorussie | Ralph Engelstad Arena 825 spectateurs |

| Feuille de match | Feuille de match | Feuille de match                    | Feuille de match                                                                             | Feuille de match |
| ---------------- | --- | ----------------------------------- | -------------------------------------------------------------------------------------------- | ---------------- |
|                  | Chirokov (Micharine) — 1 min 38 s (SN) Ovetchkine (Malkine, Chirokov) — 10 min 12 s (SN) Volochenko (Parchine) — 13 min 1 s - Ovetchkine — 33 min 54 s - Volochenko (Iounkov, Megalinski) — 48 min 4 s Radoulov (Malkine, Chirokov) — 49 min 29 s Nikouline (Chafigouline, Galimov) — 49 min 50 s | 1-0 2-0 3-0 3-1 4-1 4-2 5-2 6-2 7-2 | - Efimenko (Karaha, A. Kastsitsyne) — 29 min 5 s - Zakharaw (Giro, Volkaw) — 40 min 43 s - - |                  |
| Anton Khoudobine | Gardiens | Stepan Goryachevskikh               |                                                                                              |                  |
| 12 min           | Pénalités | 24 min                              |                                                                                              |                  |
| 37               | Tirs | 28                                  |                                                                                              |                  |

| 29 décembre 2004 | CZE | 5-2 | SUI | Ralph Engelstad Arena 8 259 spectateurs |

| Feuille de match | Feuille de match                                              | Feuille de match | Feuille de match       | Feuille de match |
| ---------------- | ------------------------------------------------------------- | ---------------- | ---------------------- | ---------------- |
|                  | Hluchý 5:13 Frolík 34:09 Vrána 36:41 Kvapil 46:02 Olesz 59:30 |                  | Hürlimann 33:27, 46:45 |                  |
|                  |                                                               |                  |                        |                  |
|                  |                                                               |                  |                        |                  |
|                  |                                                               |                  |                        |                  |

| 29 décembre 2004 | BLR | 5-3 | USA | Ralph Engelstad Arena 8 038 spectateurs |

| Feuille de match | Feuille de match                                                                      | Feuille de match | Feuille de match                             | Feuille de match |
| ---------------- | ------------------------------------------------------------------------------------- | ---------------- | -------------------------------------------- | ---------------- |
|                  | Efyamenka 9:14 (SH1) Karaha 15:38 Savin 22:10 Koukouchkine 23:26 A. Kastsitsyne 34:16 |                  | Kessel 17:47 Stafford 39:14 (PP1) Brown42:11 |                  |
|                  |                                                                                       |                  |                                              |                  |
|                  |                                                                                       |                  |                                              |                  |
|                  |                                                                                       |                  |                                              |                  |

| 30 décembre 2004 | SUI | 1-6 | RUS | Ralph Engelstad Arena 1 197 spectateurs |

| Feuille de match | Feuille de match  | Feuille de match | Feuille de match                                                                                      | Feuille de match |
| ---------------- | ----------------- | ---------------- | --- | ---------------- |
|                  | Kaser 21:09 (PP1) |                  | Vorobiov 4:58 (PP1) Pestounov 17:20 Ovetchkine 27:07 (PP1), 58:16 Galimov 29:37 Micharine 51:12 (PP1) |                  |
|                  |                   |                  | |                  |
|                  |                   |                  | |                  |
|                  |                   |                  | |                  |

| 30 décembre 2004 | USA | 1-3 | CZE | Ralph Engelstad Arena 8 734 spectateurs |

| Feuille de match | Feuille de match | Feuille de match | Feuille de match                | Feuille de match |
| ---------------- | ---------------- | ---------------- | ------------------------------- | ---------------- |
|                  | Fritsche 39:07   |                  | Olesz 12:56, 59:55 Kašpar 20:57 |                  |
|                  |                  |                  |                                 |                  |
|                  |                  |                  |                                 |                  |
|                  |                  |                  |                                 |                  |

### Groupe B
| Clt   | Équipe    | PJ | V | D | BP | BC | Pts |
| ----- | --------- | -- | - | - | -- | -- | --- |
| +001, | Canada    | 4  | 4 | 0 | 32 | 5  | 8   |
| +002, | Suède     | 4  | 2 | 2 | 14 | 13 | 4   |
| +003, | Finlande  | 4  | 2 | 2 | 10 | 15 | 4   |
| +004, | Slovaquie | 4  | 2 | 2 | 10 | 10 | 4   |
| +005, | Allemagne | 4  | 0 | 4 | 1  | 24 | 0   |

- qualifié directement pour les demi-finale
- qualifié pour les quarts de finale
- en italique, joue le tour de relégation

| 25 décembre | Canada | 7-3 (2-0, 3-2, 2-1) | Slovaquie | Grand Forks 7 540 spectateurs |

| Feuille de match | Feuille de match | Feuille de match                        | Feuille de match                                                                                        | Feuille de match |
| ---------------- | --- | --------------------------------------- | --- | ---------------- |
|                  | Bergeron (Crosby) — 3 min 55 s Crosby (Perry) — 10 min 59 s (SN) Bergeron — 21 min 5 s Crosby (Bergeron) — 29 min 52 s (SN) - Carter (Ladd) — 32 min 38 s - MacArthur (Bergeron, Fraser) — 57 min 44 s MacArthur — 59 min 53 s (TP) | 1-0 2-0 3-0 4-0 4-1 5-1 5-2 5-3 6-3 7-3 | - Zagrapan (Valábik) — 32 min 6 s (SN) - Lašček — 37 min 35 s (SN) Ölvecký (Markovič) — 41 min 13 s - - |                  |
| Jeff Glass       | Gardiens | Jaroslav Halák                          | |                  |
| 16 min           | Pénalités | 32 min                                  | |                  |
| 36               | Tirs | 23                                      | |                  |

| 25 décembre | Allemagne | 1-4 (0-1, 0-2, 1-1) | Finlande | Thief River Falls 752 spectateurs |

| Feuille de match | Feuille de match                | Feuille de match    | Feuille de match | Feuille de match |
| ---------------- | ------------------------------- | ------------------- | --- | ---------------- |
|                  | - Busch (Rankel) — 43 min 3 s - | 0-1 0-2 0-3 1-3 1-4 | Makkonen — 5 min 5 s (SN) Honkaheimo (Makkonen, Nokelainen) — 26 min 47 s (2 SN) Nokelainen — 33 min 39 s (SN) - Korpikoski — 59 min 50 s (SN) |                  |
| Youri Ziffzer    | Gardiens                        | Tuukka Rask         | |                  |
| 30 min           | Pénalités                       | 12 min              | |                  |
| 24               | Tirs                            | 34                  | |                  |

| 26 décembre | Suède | 6-0 (1-0, 1-0, 4-0) | Allemagne | Thief River Falls 951 spectateurs |

| Feuille de match           | Feuille de match | Feuille de match        | Feuille de match | Feuille de match |
| -------------------------- | --- | ----------------------- | ---------------- | ---------------- |
|                            | Persson (Bergfors, Karlsson) — 34 min 35 s Salmonsson — 59 min 1 s Söderberg (Videll) — 45 min 19 s (SN) Persson (Åhsberg, Eriksson) — 49 min 12 s (SN) Salmonsson (Nilsson) — 50 min 49 s Granath (Nilsson) — 54 min 7 s (SN) | 1-0 2-0 3-0 4-0 5-0 6-0 | - -              |                  |
| Christopher Heino-Lindberg | Gardiens | Thomas Greiss           |                  |                  |
| 26 min                     | Pénalités | 32 min                  |                  |                  |
| 37                         | Tirs | 25                      |                  |                  |

| 27 décembre | Canada | 8-1 (1-1, 4-0, 3-0) | Suède | Grand Forks 10 739 spectateurs |

| Feuille de match | Feuille de match | Feuille de match                                 | Feuille de match                                       | Feuille de match |
| ---------------- | --- | ------------------------------------------------ | ------------------------------------------------------ | ---------------- |
|                  | Carter (Getzlaf) — 2 min 28 s - MacArthur (Richards, Fraser) — 20 min 52 s Dawes (Syvret ) — 23 min 39 s Bergeron (Seabrook) — 32 min 49 s Crosby (Bergeron, Perry) — 35 min 11 s (SN) Crosby (Perry) — 40 min 21 s (SN) Ladd (Getzlaf) — 40 min 46 s Getzlaf (Carter, Seabrook) — 52 min 32 s | 1-0 1-1 2-1 3-1 4-1 5-1 6-1 7-1 8-1              | - Fredriksson (Videll, Svanberg) — 7 min 29 s (SN) - - |                  |
| Jeff Glass       | Gardiens | Christopher Heino-Lindberg - David Rautio Berguv |                                                        |                  |
| 18 min           | Pénalités | 18 min                                           |                                                        |                  |
| 46               | Tirs | 17                                               |                                                        |                  |

| 27 décembre | Finlande | 0-2 (0-0, 0-1, 0-1) | Slovaquie | Thief River Falls 1 031 spectateurs |

| Feuille de match | Feuille de match | Feuille de match | Feuille de match                                         | Feuille de match |
| ---------------- | ---------------- | ---------------- | -------------------------------------------------------- | ---------------- |
|                  | - -              | 0-1 0-2          | Bulík (Ružička) — 34 min 35 s Meszároš — 59 min 1 s (CV) |                  |
| Tuukka Rask      | Gardiens         | Jaroslav Halák   |                                                          |                  |
| 20 min           | Pénalités        | 12 min           |                                                          |                  |
| 19               | Tirs             | 27               |                                                          |                  |

| 27 décembre 2004 | Canada | 9-0 (4-0, 2-0, 3-0) | Allemagne | Grand Forks Engelstad 8 404 spectateurs |

| Feuille de match  | Feuille de match | Feuille de match                    | Feuille de match | Feuille de match |
| ----------------- | --- | ----------------------------------- | ---------------- | ---------------- |
|                   | Ladd (Stewart, Richards) — 10 min 5 s MacArthur (Phaneuf, Fraser) — 10 min 51 s Crosby (Bergeron, Phaneuf) — 17 min 46 s (SN) Barker (Seabrook) — 18 min 33 s (SN) Getzlaf (Bergeron, Phaneuf) — 26 min 32 s Stewart (Dawes) — 32 min 46 s Stewart (Getzlaf) — 47 min 12 s Crosby (Dawes, Coburn) — 54 min 34 s Fraser — 57 min 47 s | 1-0 2-0 3-0 4-0 5-0 6-0 7-0 8-0 9-0 | - -              |                  |
| Réjean Beauchemin | Gardiens | Youri Ziffzer - Thomas Greiss       |                  |                  |
| 14 min            | Pénalités | 10 min                              |                  |                  |
| 52                | Tirs | 17                                  |                  |                  |

| 29 décembre | Finlande | 5-4 (0-2, 1-2, 4-0) | Suède | Thief River Falls 1 393 spectateurs |

| Feuille de match                 | Feuille de match | Feuille de match                    | Feuille de match | Feuille de match |
| -------------------------------- | --- | ----------------------------------- | --- | ---------------- |
|                                  | - Makkonen — 32 min 7 s (SN) - Korpikoski (Hietanen) — 42 min 26 s (SN) Joensuu — 42 min 36 s (SN) Hokkanen (Mantymaa, Nurmi) — 54 min 10 s Tukonen — 54 min 47 s | 0-1 0-2 0-3 1-3 1-4 2-4 3-4 4-4 5-4 | Åhsberg (Hellström, Eriksson) — 9 min 11 s (SN) Nilsson (Olsson) — 10 min 33 s Salmonsson (Granath, Olsson) — 30 min 55 s - Söderberg — 35 min 18 s - - |                  |
| Tuukka Rask - Joonas Hallikainen | Gardiens | Christopher Heino-Lindberg          | |                  |
| 10 min                           | Pénalités | 6 min                               | |                  |
| 35                               | Tirs | 26                                  | |                  |

| 29 décembre | Slovaquie | 5-0 (3-0, 0-0, 2-0) | Allemagne | Thief River Falls 1 230 spectateurs |

| Feuille de match | Feuille de match | Feuille de match              | Feuille de match | Feuille de match |
| ---------------- | --- | ----------------------------- | ---------------- | ---------------- |
|                  | Ružička (Meszároš, Lašček) — 47 s Ružička (Bulík, Mikuš) — 7 min 43 s Ružička (Bulík) — 13 min 50 s (SN) Meszároš — 40 min 57 s Meszároš (Baranka) — 48 min 56 s (SN) | 1-0 2-0 3-0 4-0 5-0           | - -              |                  |
| Jaroslav Halák   | Gardiens | Thomas Greiss - Youri Ziffzer |                  |                  |
| 12 min           | Pénalités | 20 min                        |                  |                  |
| 35               | Tirs | 11                            |                  |                  |

| 30 décembre | Canada | 8-1 (2-0, 5-0, 1-1) | Finlande | Grand Forks 9 697 spectateurs |

| Feuille de match | Feuille de match | Feuille de match                    | Feuille de match                                      | Feuille de match |
| ---------------- | --- | ----------------------------------- | ----------------------------------------------------- | ---------------- |
|                  | Perry (Phaneuf) — 4 min 45 s (SN) Richards (Fraser) — 19 min 38 s (IN) Carter (Getzlaf) — 21 min 32 s Carter (Getzlaf) — 34 min 27 s Belle (Richards, Dawes) — 35 min 32 s Carter (Ladd) — 37 min 29 s Perry (Bergeron) — 38 min 45 s Ladd (Bergeron) — 43 min 6 s (IN) - | 1-0 2-0 3-0 4-0 5-0 6-0 7-0 8-0 8-1 | - Hietanen (Nokelainen, Tukonen) — 53 min 46 s (2 SN) |                  |
| Jeff Glass       | Gardiens | Joonas Hallikainen - Tuukka Rask    |                                                       |                  |
| 24 min           | Pénalités | 8 min                               |                                                       |                  |
| 51               | Tirs | 24                                  |                                                       |                  |

| 30 décembre | Suède | 3-0 (1-0, 2-0, 0-0) | Slovaquie | Thief River Falls 8 734 spectateurs |

| Feuille de match    | Feuille de match                                                                                     | Feuille de match | Feuille de match | Feuille de match |
| ------------------- | --- | ---------------- | ---------------- | ---------------- |
|                     | Salmonsson — 3 min 11 s Söderberg (Videll) — 31 min 51 s Salmonsson (Olsson , Nilsson) — 33 min 34 s | 1-0 2-0 3-0      | - -              |                  |
| David Rautio Berguv | Gardiens                                                                                             | Jaroslav Halák   |                  |                  |
| 16 min              | Pénalités                                                                                            | 10 min           |                  |                  |
| 30                  | Tirs                                                                                                 | 32               |                  |                  |

### Matchs de relégation
1er janvier
- Suisse 5 - 0 Allemagne

2 janvier
- Slovaquie 2 - 1 Bélarus

3 janvier
- Bélarus 3 - 4 Allemagne (pour le 9e rang)
- Slovaquie 2 - 3 Suisse (pour le 7e rang)

### Phases finales
|  | Quarts de finale       | Quarts de finale |            |                        | Demi-finales | Demi-finales |  |  | Finale    | Finale    |
|  | Quarts de finale       | Quarts de finale |            |                        | Demi-finales | Demi-finales |  |  | Finale    | Finale    |
|  |                        |                  |            |                        |              |              |  |  |           |           |
|  | 1er janvier            | 1er janvier      |            |                        | 2 janvier    | 2 janvier    |  |  | 4 janvier | 4 janvier |
|  | 1er janvier            | 1er janvier      |            |                        | 2 janvier    | 2 janvier    |  |  | 4 janvier | 4 janvier |
|  | 1er janvier            | 1er janvier      | Canada     | 3                      |              |              |  |  | 4 janvier | 4 janvier |
|  | Tchéquie               | 3                | Canada     | 3                      |              |              |  |  | 4 janvier | 4 janvier |
|  | Tchéquie               | 3                | Tchéquie   | 1                      |              |              |  |  | 4 janvier | 4 janvier |
|  | Finlande               | 0                | Tchéquie   | 1                      |              |              |  |  | 4 janvier | 4 janvier |
|  | Finlande               | 0                | 2 janvier  | 2 janvier              | Canada       | 6            |  |  |           |           |
|  | 1er janvier            |                  | 2 janvier  | 2 janvier              | Canada       | 6            |  |  |           |           |
|  |                        | Russie           | 2 janvier  | 2 janvier              | 1            |              |  |  |           |           |
|  | États-Unis             | Russie           | 2 janvier  | 2 janvier              | 1            | 8            |  |  |           |           |
|  | États-Unis             | Russie           | 7          |                        |              | 8            |  |  |           |           |
|  | Suède                  | Russie           | 7          | 2                      |              |              |  |  |           |           |
|  | Suède                  | États-Unis       | 2          | 2                      |              |              |  |  |           |           |
|  |                        | États-Unis       | 2          | Match pour la 3e place |              |              |  |  |           |           |
|  | Match pour la 5e place |                  |            |                        |              |              |  |  |           |           |
|  | 3 janvier              | 3 janvier        | 4 janvier  | 4 janvier              |              |              |  |  |           |           |
|  | 3 janvier              | 3 janvier        | 4 janvier  | 4 janvier              |              |              |  |  |           |           |
|  | Suède                  | 3                | Tchéquie   | 3                      |              |              |  |  |           |           |
|  | Suède                  | 3                | Tchéquie   | 3                      |              |              |  |  |           |           |
|  | Finlande               | 4                | États-Unis | 1                      |              |              |  |  |           |           |
|  | Finlande               | 4                | États-Unis | 1                      |              |              |  |  |           |           |

#### Quarts de finale
| 1er janvier | Tchéquie | 3-0 (0-0, 1-0, 2-0) | Finlande | Ralph Engelstad Arena 7 465 spectateurs |

| Feuille de match | Feuille de match                                                                         | Feuille de match | Feuille de match | Feuille de match |
| ---------------- | ---------------------------------------------------------------------------------------- | ---------------- | ---------------- | ---------------- |
|                  | Vrána (Šmíd) — 36 min 57 s (SN) Olesz — 43 min 35 s (IN) Červenka (Hluchý) — 57 min 58 s | 1-0 2-0 3-0      | - - -            |                  |
| Marek Schwarz    | Gardiens                                                                                 | Tuukka Rask      |                  |                  |
| 14 min           | Pénalités                                                                                | 14 min           |                  |                  |
| 33               | Tirs                                                                                     | 21               |                  |                  |

| 1er janvier | Suède | 2-8 (1-1, 1-2, 0-5) | États-Unis | Grand Forks Engelstad 8 258 spectateurs |

| Feuille de match                                 | Feuille de match                                                                      | Feuille de match                        | Feuille de match | Feuille de match |
| ------------------------------------------------ | ------------------------------------------------------------------------------------- | --------------------------------------- | --- | ---------------- |
|                                                  | Eriksson (Salmonsson) — 4 min 12 s - Eriksson (Salmonsson, Granath) — 33 min 12 s - - | 1-0 1-1 1-2 1-3 2-3 2-4 2-5 2-6 2-7 2-8 | - Porter (Kessel, Suter) — 12 min 12 s Stafford (Fritsche) — 23 min 12 s Kessel — 26 min 12 s - Kessel (O'Sullivan, Likens) — 44 min 12 s Kessel (O'Sullivan, Porter) — 47 min 12 s Schremp (Suter, Stafford) — 51 min 12 s (SN) Suter (O'Sullivan, Fritsche) — 52 min 12 s (SN) Hensick (Schremp, Pineault) — 59 min 12 s |                  |
| David Rautio Berguv - Christopher Heino-Lindberg | Gardiens                                                                              | Alvaro Montoya                          | |                  |
| 10 min                                           | Pénalités                                                                             | 6 min                                   | |                  |
| 31                                               | Tirs                                                                                  | 41                                      | |                  |

#### Demi-finales
| 3 janvier 2005 | Canada | 3-1 (1-0, 2-0, 0-1) | Tchéquie | Ralph Engelstad Arena 10 266 spectateurs |

| Feuille de match | Feuille de match | Feuille de match | Feuille de match               | Feuille de match |
| ---------------- | --- | ---------------- | ------------------------------ | ---------------- |
|                  | Carter (Phaneuf, Syvret) — 18 min 38 s Dawes (Phaneuf, Phaneuf) — 30 min 2 s (SN) Bergeron (Crosby, Perry) — 32 min 34 s - | 1-0 2-0 3-0 3-1  | - - Olesz (Bolf) — 43 min 36 s |                  |
| Jeff Glass       | Gardiens | Marek Schwarz    |                                |                  |
| 14 min           | Pénalités | 20 min           |                                |                  |
| 42               | Tirs | 11               |                                |                  |

| 2 janvier 2005 | États-Unis | 2-7 (2-3, 0-0, 0-4) | Russie | Ralph Engelstad Arena 9 024 spectateurs |

| Feuille de match | Feuille de match                                                                           | Feuille de match                    | Feuille de match | Feuille de match |
| ---------------- | ------------------------------------------------------------------------------------------ | ----------------------------------- | --- | ---------------- |
|                  | - Schremp (Fritsche, Stafford) — 8 min 55 s (SN) O'Sullivan (Suter) — 14 min 44 s (SN) - - | 0-1 0-2 1-2 2-2 2-3 2-4 2-5 2-6 2-7 | Lissine (Vorobiov, Ovetchkine) — 1 min 58 s (SN) Ovetchkine (Vorobiov, Iejov) — 4 min 46 s (SN) - Chirokov (Radoulov, Malkine) — 16 min 1 s Malkine (Panine) — 51 min 3 s Ovetchkine (Vorobiov) — 57 min 46 s (CV) Malkine — 58 min 49 s (CV) Iounkov (Iejov, Vorobiov) — 59 min 59 s () |                  |
| Alvaro Montoya   | Gardiens                                                                                   | Anton Khoudobine                    | |                  |
| 57 min           | Pénalités                                                                                  | 8 min                               | |                  |
| 24               | Tirs                                                                                       | 43                                  | |                  |

#### Matchs de classement
Match pour la cinquième place
| 3 janvier 2004 | Suède | 3-4 (pr) (1-1, 1-0, 1-2, 0-1) | Finlande | Ralph Engelstad Arena 9 252 spectateurs |

| Feuille de match    | Feuille de match | Feuille de match            | Feuille de match                                                                                           | Feuille de match |
| ------------------- | --- | --------------------------- | --- | ---------------- |
|                     | Söderberg (Salmonsson, Eriksson) — 7 min 17 s - Bergfors (Videll, Söderberg) — 34 min 13 s (SN) - Bergfors (Svanberg, Söderberg) — 52 min 35 s - - | 1-0 1-1 2-1 2-2 3-2 3-3 3-4 | - Mantymaa (Hokkanen, Korhonen) — 15 min 25 s - Nurmi (Nokelainen) — 59 min 10 s Kolehmainen — 61 min 37 s |                  |
| David Rautio Berguv | Gardiens | Joonas Hallikainen          | |                  |
| 10 min              | Pénalités | 10 min                      | |                  |
| 38                  | Tirs | 27                          | |                  |

Match pour la troisième place
| 4 janvier 2005 | États-Unis | 2-3 (pr) (1-1, 1-1, 0-0, 0-1) | Tchéquie | Grand Forks Engelstad 8 992 spectateurs |

| Feuille de match | Feuille de match                                                                                   | Feuille de match    | Feuille de match                                                                           | Feuille de match |
| ---------------- | -------------------------------------------------------------------------------------------------- | ------------------- | ------------------------------------------------------------------------------------------ | ---------------- |
|                  | - Porter (Hensick, Hunwick) — 16 min 16 s (SN) - Stafford (O'Sullivan, Suter) — 33 min 12 s (SN) - | 0-1 1-1 1-2 2-2 2-3 | Polák (Frolík, Šmíd) — 3 min 26 s (SN) - Frolík (Hluchý, 3) — 26 min - Vrána — 62 min 38 s |                  |
| Alvaro Montoya   | Gardiens                                                                                           | Marek Schwarz       |                                                                                            |                  |
| 14 min           | Pénalités                                                                                          | 14 min              |                                                                                            |                  |
| 35               | Tirs                                                                                               | 37                  |                                                                                            |                  |

Match pour la première place
| 4 janvier 2005 | Canada | 6-1 (2-1, 4-0, 0-0) | Russie | Ralph Engelstad Arena 11 862 spectateurs |

| Feuille de match | Feuille de match | Feuille de match                                               | Feuille de match                                          | Feuille de match |
| ---------------- | --- | -------------------------------------------------------------- | --------------------------------------------------------- | ---------------- |
|                  | Getzlaf (Carter, Ladd) — 51 s Syvret (Coburn, Bergeron) — 8 min (SN) - Carter (Ladd, Getzlaf) — 23 min 33 s Bergeron (Perry, Crosby) — 27 min 53 s (SN) Stewart (Dawes, Richards) — 28 min 54 s Phaneuf (Getzlaf, Carter) — 33 min 19 s (SN) | 1–0 2–0 2–1 3–1 4–1 5–1 6–1                                    | - Iemeline (Chafigouline, Galimov) — 19 min 28 s (SN) - - |                  |
| Jeff Glass       | Gardiens | Anton Khoudobine (23 min 33 s) Andreï Kouznetsov (36 min 27 s) |                                                           |                  |
| 16 min           | Pénalités | 33 min                                                         |                                                           |                  |
| 32               | Tirs | 19                                                             |                                                           |                  |

### Classement final
| Place              | Équipe             |
| ------------------ | ------------------ |
| Médaille d'or      | Canada             |
| Médaille d'argent  | Russie             |
| Médaille de bronze | République tchèque |
| 4e                 | États-Unis         |
| 5e                 | Finlande           |
| 6e                 | Suède              |
| 7e                 | Slovaquie          |
| 8e                 | Suisse             |
| 9e                 | Allemagne          |
| 10e                | Biélorussie        |

L'Allemagne et le Bélarus sont relégués en Division I pour le Championnat du monde junior de hockey sur glace 2006.
L'effectif du Canada est le suivant :
- Attaquants : Patrice Bergeron, Jeff Carter, Jeremy Colliton, Sidney Crosby, Nigel Dawes, Stephen Dixon, Colin Fraser, Ryan Getzlaf, Andrew Ladd, Clarke MacArthur, Corey Perry, Mike Richards, Anthony Stewart
- Défenseurs : Cam Barker, Shawn Belle, Braydon Coburn, Dion Phaneuf, Brent Seabrook, Danny Syvret, Shea Weber
- Gardien de but : Jeff Glass, Réjean Beauchemin
- Entraîneur en chef : Brent Sutter

### Statistiques des joueurs
| Joueur               | Équipe     | PJ | B | A | Pts | Pun |
| -------------------- | ---------- | -- | - | - | --- | --- |
| Patrice Bergeron     | Canada     | 6  | 5 | 8 | 13  |     |
| Ryan Getzlaf         | Canada     | 6  | 3 | 9 | 12  | 8   |
| Aleksandr Ovetchkine | Russie     | 6  | 7 | 4 | 11  | 4   |
| Jeff Carter          | Canada     | 6  | 7 | 3 | 10  | 6   |
| Rostislav Olesz      | Tchéquie   | 7  | 7 | 3 | 10  | 12  |
| Ievgueni Malkine     | Russie     | 6  | 3 | 7 | 10  | 16  |
| Sidney Crosby        | Canada     | 6  | 6 | 3 | 9   | 4   |
| Drew Stafford        | États-Unis | 7  | 5 | 4 | 9   | 14  |
| Johannes Salmonsson  | Suède      | 6  | 5 | 3 | 8   | 0   |
| Petr Vrána           | Tchéquie   | 7  | 5 | 3 | 8   | 16  |

| Joueur             | Équipe      | MIN | BC | Moy  | % Arr |
| ------------------ | ----------- | --- | -- | ---- | ----- |
| Réjean Beauchemin  | Canada      | 60  | 0  | 0,00 | 100   |
| Dzmitry Miltchakow | Biélorussie | 9   | 0  | 0,00 | 100   |
| Vladislav Koutský  | Tchéquie    | 60  | 1  | 1,00 | 97,4  |
| Jeff Glass         | Canada      | 300 | 7  | 1,40 | 92,2  |
| Marek Schwarz      | Tchéquie    | 362 | 13 | 2,15 | 92,5  |
| Jaroslav Halák     | Slovénie    | 360 | 13 | 2,17 | 91,6  |
| Anton Khoudobine   | Russie      | 263 | 12 | 2,73 | 90,1  |
| Tuukka Rask        | Finlande    | 243 | 12 | 2,96 | 90,2  |
| Andreï Kouznetsov  | Russie      | 96  | 5  | 3,11 | 86,8  |
| Michael Tobler     | Suisse      | 359 | 20 | 3,34 | 88,0  |

## Division I
Le Championnat de la 1re division a eu lieu le 13 décembre-19 décembre 2004 à Sheffield, Royaume-Uni (Groupe A) et à Narva, Estonie (Groupe B).

### Groupe A
|             | PJ | V | D | N | BP | BC | Pts |
| ----------- | -- | - | - | - | -- | -- | --- |
| Norvège     | 5  | 5 | 0 | 0 | 29 | 12 | 10  |
| Kazakhstan  | 5  | 4 | 1 | 0 | 29 | 15 | 8   |
| Autriche    | 5  | 3 | 2 | 0 | 12 | 16 | 6   |
| France      | 5  | 2 | 3 | 0 | 18 | 19 | 4   |
| Italie      | 5  | 1 | 4 | 0 | 11 | 16 | 2   |
| Royaume-Uni | 5  | 0 | 5 | 0 | 8  | 29 | 0   |

Meilleur pointeur: Mathis Olimb, Norvège(4 buts, 5 passes; 9 points)

### Groupe B
|          | PJ | V | D | N | BP | BC | Pts |
| -------- | -- | - | - | - | -- | -- | --- |
| Lettonie | 5  | 4 | 0 | 1 | 28 | 12 | 9   |
| Slovénie | 5  | 3 | 2 | 0 | 28 | 12 | 6   |
| Danemark | 5  | 3 | 2 | 0 | 22 | 13 | 6   |
| Pologne  | 5  | 2 | 1 | 2 | 15 | 13 | 6   |
| Ukraine  | 5  | 1 | 3 | 1 | 11 | 19 | 3   |
| Estonie  | 5  | 0 | 5 | 0 | 6  | 41 | 0   |

Meilleur pointeur: Anze Kopitar, Slovénie (10 buts, 3 passes; 13 points)
La Norvège et la Lettonie se classent premières de leur groupe et sont promues pour une participation au Championnat du monde junior de hockey sur glace 2006 tandis que le Royaume-Uni et l'Estonie sont relégués en Division II.

## Division II
Le Championnat de la 2e Division II a lieu du 3 janvier-9 janvier, 2005 à Bucarest, Roumanie (Groupe A) et 13 décembre-19 décembre, 2004 à Puigcerda, Espagne (Groupe B)

### Groupe A
|                      | PJ | V | D | N | BP | BC | Pts |
| -------------------- | -- | - | - | - | -- | -- | --- |
| Japon                | 2  | 2 | 0 | 0 | 17 | 1  | 4   |
| Roumanie             | 2  | 2 | 0 | 0 | 15 | 4  | 4   |
| Pays-Bas             | 2  | 2 | 0 | 0 | 10 | 4  | 4   |
| Chine                | 2  | 0 | 2 | 0 | 2  | 8  | 0   |
| Lituanie             | 2  | 0 | 2 | 0 | 3  | 16 | 0   |
| Serbie-et-Monténégro | 2  | 0 | 2 | 0 | 4  | 18 | 0   |

### Groupe B
|              | PJ | V | D | N | BP | BC | Pts |
| ------------ | -- | - | - | - | -- | -- | --- |
| Hongrie      | 5  | 5 | 0 | 0 | 41 | 10 | 10  |
| Corée du Sud | 5  | 4 | 1 | 0 | 46 | 12 | 8   |
| Croatie      | 5  | 3 | 2 | 0 | 27 | 21 | 6   |
| Espagne      | 5  | 2 | 3 | 0 | 14 | 32 | 4   |
| Australie    | 5  | 1 | 4 | 0 | 16 | 40 | 2   |
| Belgique     | 5  | 0 | 5 | 0 | 12 | 41 | 0   |

La Hongrie est promue en Division I. La Belgique est reléguée en Division III.
Meilleur pointeur: Park Woo-sang, Corée du Sud (12 buts, 8 passes; 20 points)

## Division III
Le Championnat de Division III a lieu du 10 au 16 janvier à Mexico au Mexique.
| 10 janvier | Nouvelle-Zélande | 3-3 (0-0, 1-1, 2-2) | Afrique du Sud |  |

| 10 janvier | Turquie | 2-7 (0-1, 1-4, 1-2) | Islande |  |

| 10 janvier | Mexique | 10-0 (0-0, 4-0, 6-0) | Bulgarie |  |

| 11 janvier | Afrique du Sud | 4-3 (0-0, 2-2, 2-1) | Turquie |  |

| 11 janvier | Islande | 8-1 (4-0, 1-0, 3-1) | Bulgarie |  |

| 11 janvier | Mexique | 7-0 (2-0, 1-0, 4-0) | Nouvelle-Zélande |  |

| 13 janvier | Nouvelle-Zélande | 9-0 (0-0, 5-0, 4-0) | Turquie |  |

| 13 janvier | Afrique du Sud | 6-4 (2-1, 2-1, 2-2) | Bulgarie |  |

| 13 janvier | Islande | 4-10 (1-5, 2-3, 1-2) | Mexique |  |

| 15 janvier | Turquie | 4-3 (2-0, 0-1, 2-2) | Bulgarie |  |

| 15 janvier | Islande | 3-5 (0-1, 1-1, 2-3) | Nouvelle-Zélande |  |

| 15 janvier | Mexique | 6-1 (2-0, 1-1, 3-0) | Afrique du Sud |  |

| 16 janvier | Bulgarie | 2-11 (0-3, 1-7, 1-1) | Nouvelle-Zélande |  |

| 16 janvier | Mexique | 4-1 (0-1, 2-0, 2-0) | Turquie |  |

| 16 janvier | Afrique du Sud | 1-8 (0-3, 1-1, 0-4) | Islande |  |

| Clt   | Équipe           | PJ | V | D | N | BP | BC | Pts |
| ----- | ---------------- | -- | - | - | - | -- | -- | --- |
| +001, | Mexique          | 5  | 5 | 0 | 0 | 37 | 6  | 10  |
| +002, | Nouvelle-Zélande | 5  | 3 | 1 | 1 | 28 | 15 | 7   |
| +003, | Islande          | 5  | 3 | 2 | 0 | 30 | 19 | 6   |
| +004, | Afrique du Sud   | 5  | 2 | 2 | 1 | 15 | 24 | 5   |
| +005, | Turquie          | 5  | 1 | 4 | 0 | 10 | 27 | 2   |
| +006, | Bulgarie         | 5  | 0 | 5 | 0 | 10 | 39 | 0   |

- jouera en division II la saison suivante

Le Mexique et la Nouvelle-Zélande sont promus en Division II